# بنتری (ویرجینیای غربی)
بنتری (به انگلیسی: Bentree) یک منطقهٔ مسکونی در ایالات متحده آمریکا است که در ویرجینیای غربی واقع شده‌است. بنتری ۲۷۶٫۱۵ متر بالاتر از سطح دریا واقع شده‌است.